# 야마하나9조 정류장
야마하나9조 정류장(일본어: 山鼻9条停留場, やまはなくじょうていりゅうじょう)은 일본 홋카이도 삿포로시 주오구에 위치한 삿포로 시 교통국(삿포로 시영 전차) 야마하나 선의 정류장이다. 정류장 번호는 SC20이다. 야마하나 선을 통해 니시 7초메도리로, 기쿠스이아사히야마코엔도리와의 교차점에 위치한다.
본래 이 주변은 니시소세이 지역으로 야마하나 지구가 아니다. 명칭에 야마하나의 관사는 "야마하나센9조"의 뜻이라고 예상된다. 2004년 4월에 소세이 초등학교 앞 정류장이 시세이칸쇼갓코마에 정류장으로 개명되어 "소세이"의 정류장이 없어진 관계로 인근 주민들에게는 "니시소세이9조 정류장" 등으로 개명을 요구하는 소리도 있었다.
본 정류장에서 옆의 히가시혼간지마에 정류장 사이에는 현존 노선 중에서는 가장 경사가 큰 구간이다.

## 정류장 구조
2면 2선의 대향식 교차점을 사이로 남쪽(미나미9조니시 6초메)에 스스키노 방면, 북쪽(미나미8조니시 6초메)에 니시 4초메 방면 승강장이 있고 안전 지대가 설치되어 있다.

## 정류장 주변
- 세이코 마트 본사
- 나카지마 공원
- 미나미 경찰서 미나미쿠조 파출소
- 호쿠요 은행 히가시톤덴 지점
- 삿포로 엑셀 호텔 도큐
- 프리미어 호텔 나카지마코엔 삿포로
- 삿포로 파크 호텔
- 삿포로 시영 지하철 난보쿠 선 나카지마 공원역(환승 지정역)

## 역사
- 1923년 8월 25일: "나카지마바시도리"의 명칭으로 정류장 개업.
- 1957년 7월 8일: "야마하나9조"로 변경.
- 1962년 6월 1일: "중앙 보건소 앞"으로 변경.
- 1993년 4월 29일: 삿포로시 중앙 보건소가 이전한 관계로, "야마하나9조"로 다시 변경.
- 2015년 4월 1일: 정류장 번호 설정.

## 인접역
| 삿포로 시 교통국 ● 삿포로 시영 전차 야마하나 선 | 삿포로 시 교통국 ● 삿포로 시영 전차 야마하나 선 | 삿포로 시 교통국 ● 삿포로 시영 전차 야마하나 선 |
| ----------------------------------------------- | ----------------------------------------------- | ----------------------------------------------- |
| SC19 나카지마코엔도리 외선 순환                 | 시영 전철 운행 계통                             | SC21 히가시혼간지마에 내선 순환                 |